# Goodbye Stranger
Singles de Supertramp
Breakfast in America
(1979) Take the Long Way Home
(1979)
Goodbye Stranger est une chanson de Supertramp écrite par Rick Davies mais créditée Davies/Hodgson et produite par Bomba. Elle est chantée par Rick Davies et Roger Hodgson. Elle se retrouve sur l'album Breakfast in America en 1979, dont il est le troisième extrait à paraître en single.
Elle est utilisée comme trame sonore pour la bande-annonce de la série télévisée américaine de 2019 The Morning Show. Elle est aussi le thème musical principal de la bande-annonce du drame psychologique Beau Is Afraid.

## Personnel
- Rick Davies – Piano électrique Wurlitzer, orgue Hammond, chant principal
- Roger Hodgson – guitare électrique, chant
- John Helliwell – sifflements, chœurs
- Dougie Thomson – basse
- Bob Siebenberg – batterie

## Classement
| Classement (1979)             | Meilleure place |
| ----------------------------- | --------------- |
| États-Unis (Hot 100)          | 15              |
| Pays-Bas (Single Top 100)     | 41              |
| Pays-Bas (Nederlandse Top 40) | 10              |
| Nouvelle-Zélande (RMNZ)       | 40              |
| France (SNEP)                 | 9               |

| Classement (2012-2013) | Meilleure place |
| ---------------------- | --------------- |
| France (SNEP)          | 166             |